# Mil V-12
Mil V-12 (NATO-rapporteringsnamn Homer) var en sovjetisk helikopter tillverkad av Mil helikopter. Det är den största helikoptern som någonsin flugit och har fortfarande viktrekordet som någon enskild helikopter har lyft, idag är den största helikoptern ifrån samma tillverkare och heter Mil Mi-26. Den kallas även för "Mil-12". Helikoptern visades upp på flygmässan i Le Bourget 1971.
V-12 byggdes enbart i 2 exemplar för utprovning. Helikoptern drevs av två rotorer monterade längst ut på helikopterns två vingar. Varje rotor drevs av två gasturbiner. Rotor/motor-paketet var kopierat från Mil Mi-6. Den stora bränslekonsumtionen var det främsta skälet till att denna helikopter inte sattes i serieproduktion. Landställen var inte infällbara, vilket gjorde att helikoptern inte blev lika aerodynamisk som till exempel en Antonov An-22.